# Безсонов Михайло Матвійович
Миха́йло Матві́йович Безсо́нов (1886 , Одеса, Одеське градоначальництво, Російська імперія  — невідомо ) — український радянський державний діяч, залізничник. Депутат Верховної Ради УРСР першого скликання (1938–1947).

## Біографія
Народився 1886 року в Одесі в родині робітника-ливарника Одеських головних залізничних майстерень. Закінчив чотирикласне народне училище, з 1902 по 1906 рік працював помічником слюсаря в Одеських головних залізничних майстернях.
З 1906 року — помічник машиніста, з 1912 року — машиніст станції Одеса-Головна, з 1939 року — машиніст-інструктор депо станції Одеса-Товарна.
Член РКП(б) з 1924 року.
26 червня 1938 року був обраний депутатом Верховної Ради УРСР першого скликання по Кагановичській окрузі № 115 Одеської області.
Під час німецько-радянської війни перебував у евакуації: у 1941–1942 роках — машиніст депо станції Арчеда Сталінградської залізниці, у 1942–1944 роках — уповноважений з політичної частини ремонтно-відновлювального потягу Народного комісаріату шляхів сполучення СРСР. У 1944 році повернувся до Одеси.
З 1944 року — машиніст-теплотехнік депо станції Одеса-Товарна Одеської залізниці.

## Нагороди
- орден Леніна (23.11.1939)
- орден «Знак Пошани» (4.04.1936)
- значок «Ударник Сталінського призову» (1934)
- значок «Почесний залізничник» (1938)